# Gijs Blom
Gijs Blom (Ámsterdam, 2 de enero de 1997) es un actor neerlandés. Fue galardonado como mejor actor juvenil, en la entrega de "Zlin-jeugdfilmfestival" (2014), gracias a su participación en Jongens, lo que lo hizo conocido en el cine.Protagonista de Fallen.

## Filmografía
- (2011) Sonny Boy - Wim
- (2014) Jongens - Sieger
- (2014) Kankerlijers - Olivie
- (2014) Escapade - Thijmen
- (2014) Nena - Carlo
- (2014) Pijnstillers - Casper
- (2015) 4Jim - Jim
- (2016) Moordvrouw - Giel van Rijn
- (2018) The Death and Life of John F. Donovan - Novio de Ruppert
- (2020) La Batalla Olvidada - Marinus

## Reconocimiento
- "Zlin-jeugdfilmfestival" al "Mejor actor juvenil" por Jongens.